# John Hung

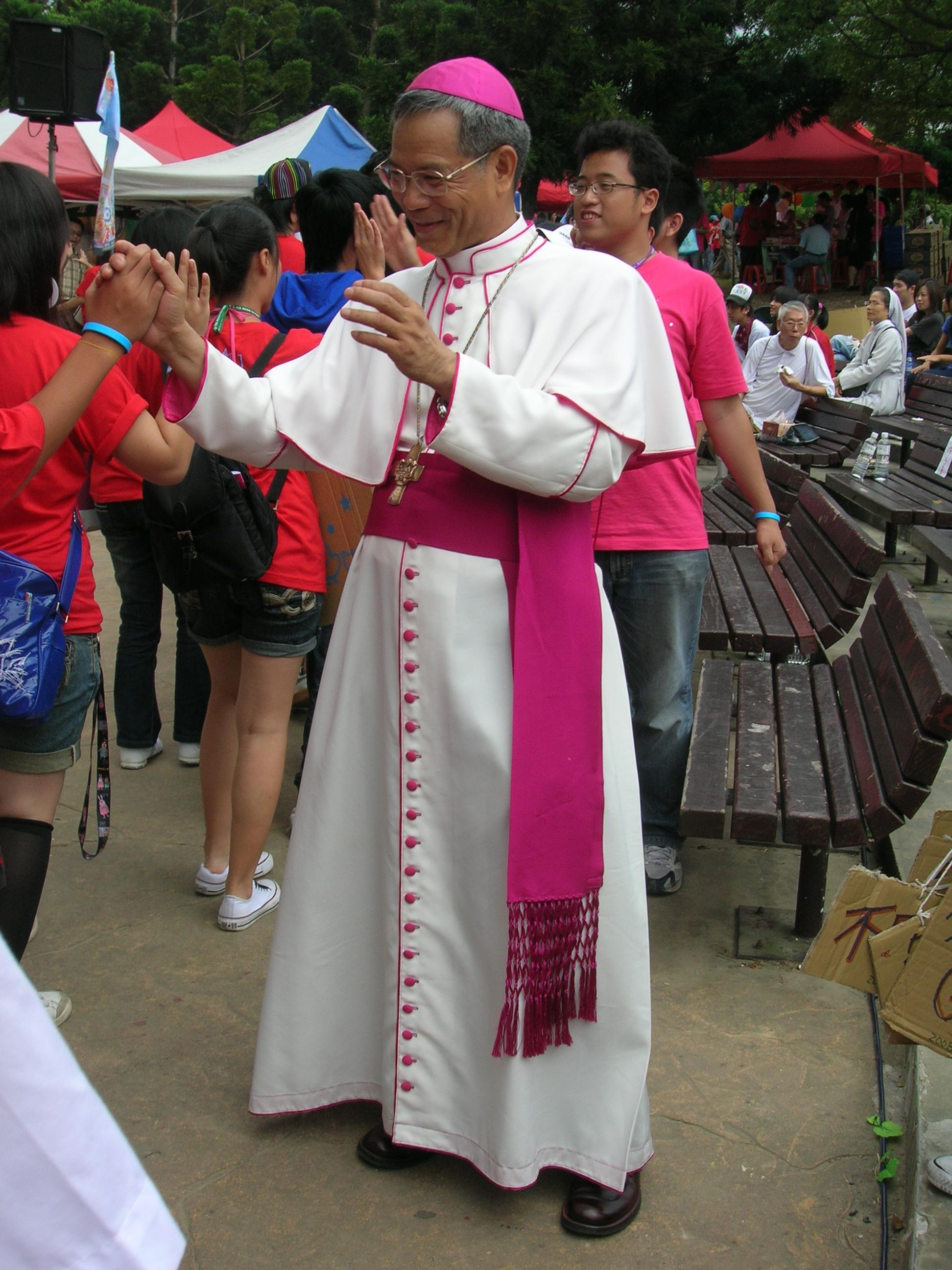
Erzbischof John Hung (2008)

John Hung chinesisch: Hung Shan-Chuan SVD (chinesisch 洪山川, Pinyin Hóng Shānchuān, * 20. November 1943 auf der Insel Penghu) ist ein taiwanischer Ordensgeistlicher und emeritierter römisch-katholischer Erzbischof von Taipeh in Taiwan.

## Leben
Hung Shan-Chuan trat 1967 in das Noviziat der Steyler Missionare auf den Philippinen ein. 1973 legte er seine ewigen Gelübde ab und am 23. Juni desselben Jahres empfing er in Tagaitay auf den Philippinen die Priesterweihe.
Nach seiner Priesterweihe war er Pfarrer in Chuchi und in Chiayi (1975–1977), Englischlehrer und Mitarbeiter der Fu Jen School in Chiayi (1977–1979), Sekretär der Ausschüsse für die Mission und für die Laien der Bischofskonferenz und Geistlicher Begleiter der jungen christlichen Arbeiter (1979–1981).
Er studierte Erziehungswissenschaft an der Katholischen Universität von Amerika in Washington (1981–1986) und promovierte dort zum Doctor of Education. Danach war er Assoziierter Professor und Dekan am katholischen Zentrum der Universität Fu Jen (1986–1987), Dekan für Studentenfragen an der Universität Fu Jen, Beauftragter für die Gefängnispastoral, Geistlicher Begleiter der Laienämter im Erzbistum Taipeh (1987–1991), Rektor der Fu Jen Catholic School in Chiayi und von 1992 bis zu seiner Bischofsernennung Professor an der Katholischen Universität Taipeh.
Dreimal wurde er zum Mitglied des Provinzrats der Steyler Missionare gewählt und war während einer Mandatszeit stellvertretender Provinzial.
Papst Benedikt XVI. ernannte ihn am 16. Januar 2006 zum Bischof von Chiayi. Der Altbischof von Kaohsiung, Paul Kardinal Shan Kuo-hsi SJ, spendete ihm am 28. Februar desselben Jahres die Bischofsweihe; Mitkonsekratoren waren Joseph Cheng Tsai-fa, Erzbischof von Taipeh, und Peter Liu Cheng-chung, Bischof von Kaohsiung. Am 9. November 2007 wurde er zum Erzbischof von Taipeh ernannt.
Papst Franziskus nahm am 23. Mai 2020 seinen altersbedingten Rücktritt an.